# Pilea laevicaulis
Pilea laevicaulis är en nässelväxtart som beskrevs av Hugh Algernon Weddell. Pilea laevicaulis ingår i släktet pileor, och familjen nässelväxter. Inga underarter finns listade i Catalogue of Life.